# Dipartimento di Itatí
Itatí è un dipartimento argentino, situato nella parte settentrionale della provincia di Corrientes, con capoluogo Itatí.
Esso confina con i dipartimenti di San Cosme, San Luis del Palmar e Berón de Astrada, e con la repubblica del Paraguay.
Secondo il censimento del 2001, su un territorio di 890 km², la popolazione ammontava a 8.774 abitanti, con un aumento demografico del 21,39% rispetto al censimento del 1991.
Il dipartimento comprende 2 comuni: Itatí e Ramada Paso.